# Čechy: společnou prací spisovatelův a umělců českých

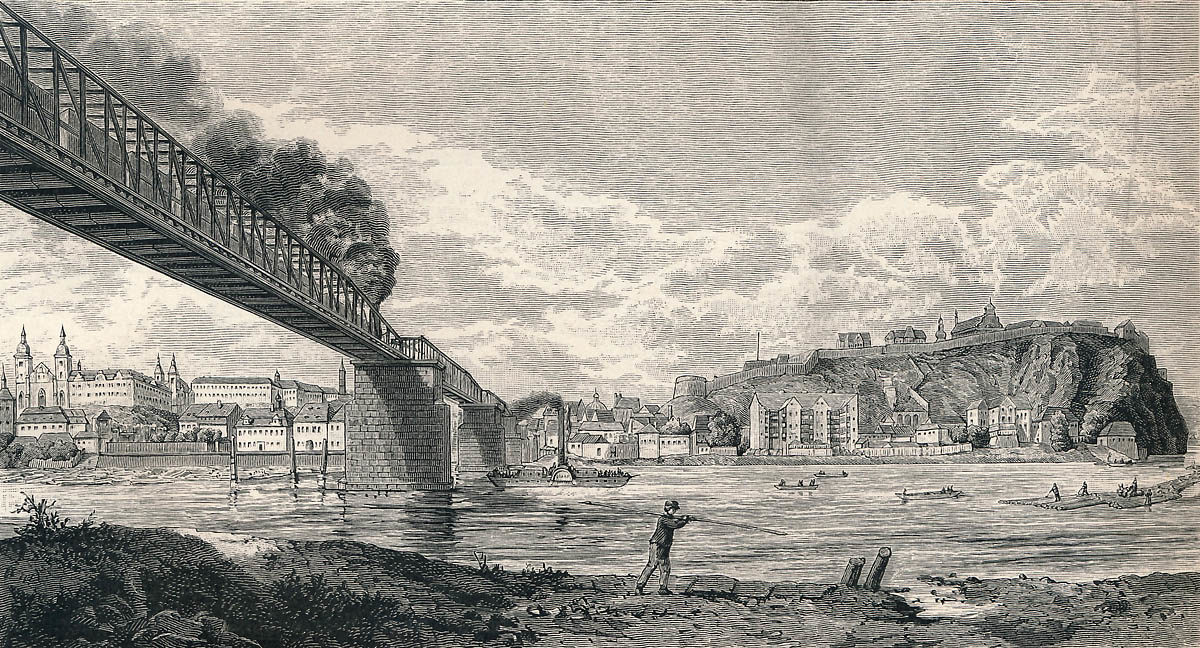
Vyšehrad a původní vyšehradský železniční most na kresbě Františka Chalupy

Čechy s podtitulem společnou prací spisovatelův a umělců českých, zkráceně zmiňovaná jako Ottovy Čechy, byla reprezentativní umělecko-encyklopedická populárně-naučná místopisná edice vydávaná v letech 1883–1908 pražským nakladatelstvím Jan Otto. Podíleli se na ní přední čeští spisovatelé a výtvarníci, například Alois Jirásek, Eliška Krásnohorská, Jaroslav Vrchlický, Teréza Nováková, Antonín Chittussi, Karel Liebscher. Hlavními editory dílů byli postupně František Adolf Šubert, František Adolf Borovský a Alois Jirásek, obrazovou část u části dílů uspořádal 
Karel Liebscher. Edice má 14 dílů vydaných v 15 svazcích (díl 3 „Praha“ je rozdělen do dvou svazků). Původně dílo vycházelo na pokračování v sešitech. Místa jsou probírána spíše výběrově než systematicky.

## Svazky
- Čechy. Díl I. Šumava. 1883, 268 stran. Společnou práci vedl František Adolf Šubert, obrazovou část uspořádal Karel Liebscher.
- Čechy. Díl II. Vltava. 1884, 227 stran, Společnou práci vedl František Adolf Šubert, spoluredaktor František Adolf Borovský, obrazovou část uspořádal Karel Liebscher.
- Čechy. Díl III. Praha. Čásť I. Hrad královský a Hradčany. 1886, 336 stran. Společnou práci vedli  František Adolf Šubert a František Adolf Borovský, obrazovou část uspořádal Karel Liebscher.
- Čechy. Díl III. Praha. Čásť II. Malá Strana, Kamenný most, Staré Město, Josefov, Nové Město, Vyšehrad, Holešovice-Bubny a okolí pražské. 1887, 505 stran. Společnou práci vedli  František Adolf Šubert a František Adolf Borovský, obrazovou část uspořádal Karel Liebscher.
- Čechy. Díl IV. Polabí. 1888, 285 stran.  Společnou práci vedli  František Adolf Šubert a František Adolf Borovský.
- Čechy. Díl V. Hory Orlické, Stěny. 1889, 266 stran. Společnou práci vedli  František Adolf Šubert a František Adolf Borovský, obrazovou část provádějí bratři Liebscherové (Adolf a Karel).
- Čechy. Díl VI. V jihovýchodních Čechách. 1890, 234 stran. Společnou práci vedli  František Adolf Šubert a František Adolf Borovský.
- Čechy. Díl VII. Středohoří. 1892, 260 stran. Společnou práci vedl František Adolf Borovský.
- Čechy. Díl VIII. Táborsko. 1892, 228 stran. Společnou práci vedl František Adolf Borovský.
- Čechy. Díl IX. Západní Čechy. 1897, 523 stran. Společnou práci vedl František Adolf Borovský.
- Čechy. Díl X. Krušné hory a Poohří 1896, 361 stran. Společnou práci vedl Alois Jirásek, sepsal Bedřich Bernau.
- Čechy. Díl XI. Rakovnicko, Slansko a Středočeské Meziříčí. 1903, 403 stran. Společnou práci vedl Alois Jirásek, sepsal Emanuel Fait aj.
- Čechy. Díl XII. Severní Čechy. 1902, 480 stran. Společnou práci vedl Alois Jirásek, sepsal Josef Vítězslav Šimák.
- Čechy. Díl XIII. Východní Čechy. 1905, 521 stran. Společnou práci vedl Alois Jirásek, sepsali Karel Václav Adámek, Teréza Nováková, Theodor Novák, Zdeněk Wirth, obrazovou část uspořádal Karel Liebscher.
- Čechy. Díl XIV. Severní Čechy. Část II. 1908, 278 stran. Společnou práci vedl Alois Jirásek, sepsal Josef Kafka aj.

## Reflexe
V roce 2000 vydala Vědecká knihovna v Olomouci publikaci Ottovy Čechy. Obraz země v letech 1883–1908, ve které autoři Lubomír Novotný a Petra Kubíčková tuto edici analyzovali. 